# Ван Хелмонт, Шарль Жозеф
Шарль Жозеф ван Хелмонт или ван Гельмонт (фр. Charles-Joseph нидерл. van Helmont; 19 марта 1715, Брюссель — 8 июня 1790, Брюссель) — бельгийский органист и композитор. Правнучатый племянник Жана-Батиста ван Гельмонта.
Учился музыке при Соборе святых Михаила и Гудулы в Брюсселе у соборного капельмейстера Пьера Эркюля Бреи, с 18 лет работал там же органистом. В 1737 г. занял место органиста в брюссельской церкви Нотр-Дам-де-ла-Шапель и придворного органиста эрцгерцогини Марии Елизаветы. После смерти Марии Елизаветы в 1741 году вернулся в Собор Михаила и Гудулы и занимал пост его музыкального руководителя вплоть до 1777 года, когда его сменил его сын Адриан Жозеф ван Хелмонт (1747—1830).
Ван Хелмонту принадлежит значительное количество клавирных пьес и церковной музыки, в библиотеке Брюссельской консерватории хранится более 500 его рукописей.